# Japan (banda)
Japan foi uma banda inglesa de new wave formada em 1974 em Catford, sul de Londres, por David Sylvian (vocal, guitarra, teclado), Steve Jansen (bateria) e Mick Karn (baixo), acompanhados por Richard Barbieri (teclados) e Rob Dean (guitarra solo) no ano seguinte. Inicialmente uma banda inspirada no glam rock, Japan desenvolveu seu som e visual andrógino new romantic, incorporando música eletrônica e influências estrangeiras.
De acordo com o livro Clássicos do Rock em CD (editora Azul, 1992, Brasil, página 95) "Sua musicalidade, então influenciada pelo glam rock e a emergente new wave, foi gradativamente mudando para melodias e arranjos mais sofisticados; especialmente pela saída do guitarrista Dean a partir do terceiro álbum, que fez com que os teclados sutis de Barbieri e o baixo fretless (sem trastes) de Karn passassem a predominar no som do grupo".

## História
A história a seguir foi coletada do site Life In Tokyo, dedicado a informações sobre o grupo.

### 1974-1978: Período Glam
Formada em Londres no ano de 1974 pelos irmãos David e Stephen Batt (respectivamente autodenominados David Sylvian e Steve Jansen) e o amigo Andonis Michaelides (Mick Karn), a banda inicialmente possuía uma sonoridade mais voltada ao glam rock com influências de New York Dolls principalmente. Para concretizar seu som, o trio recrutou o colega Richard Barbieri para tocar teclados e encontrou o guitarrista Robert Dean (Rob Dean) através de um anúncio publicado no jornal Melody Maker. O nome Japan foi escolhido às pressas para um dos primeiros shows.
O visual andrógino de Sylvian chamou a atenção do empresário Simon Napier-Bell (ex empresário dos The Yardbirds e de Marc Bolan), que começou a empresariar a banda lançando os discos através do selo alemão Ariola-Hansa e fazendo com que o Japan abrisse shows em turnê do The Damned. Os primeiros discos lançados, Adolescent Sex e Obscure Alternatives, produzidos por Ray Singer, tiveram pouca recepção na Inglaterra, embora o grupo tenha adquirido grande popularidade no Japão (provavelmente por questão de seu nome). Ambos os discos contém um punhado de faixas interessantes, incluindo algumas com influências definitivas de soul, funk e reggae. Durante este tempo a banda excursionou com o Blue Öyster Cult. Os cabelos grandes e a voz gritante claramente não estavam trabalhando, tanto pessoal como comercialmente, e em 1979 o Japan começou seguindo em uma direção completamente diferente.

### 1979-1980:new romantic
Aliando-se ao produtor Giorgio Moroder, o single "Life In Tokyo", lançado em março de 1979, apresentou o ponto da virada. A banda compôs várias músicas no estilo por esta época, incluindo o single posterior "European Son". A voz de Sylvian passou de aguda para mais grave, adotando a postura vocal de um Bryan Ferry; sendo apoiada pela percussão precisa de seu irmão Jansen, pelo baixo de sonoridade marcante e pelos saxofones de Mick Karn e pela guitarra e teclado sutis e pincelados de Rob Dean e Richard Barbieri.
O disco do final de 1979, Quiet Life,[carece de fontes?] mostrou um controle artístico e musical superior a seus antecessores, marcando a primeira colaboração do Japan com o produtor John Punter (que produziu o LP do Roxy Music, Country Life, em 1974). Dentre as músicas se inclui uma cover de "All Tomorrow's Parties", da banda The Velvet Underground. Mesmo assim o disco chegou apenas ao 53º posto nas paradas do Reino Unido. Também sai em single outra cover gravada por eles, "I Second That Emotion", de Smokey Robinson & The Miracles, mirando a parada de singles e buscando obter mais reconhecimento (chegando na posição #9). Por esta época o visual de Sylvian, e a música do Japan, eram adequados a incluí-los na onda da new romantic inglesa.
O fracasso fez com que a Ariola-Hansa optasse por não mais manter a banda, o que a fez mudarem-se para o catálogo da Virgin.

### 1980-1982: Pop experimental
1980 veria sair o álbum Gentlemen Take Polaroids, em novembro,[carece de fontes?] marcando outro salto fantástico para a maturidade da banda. Neste disco se inicia a parceria entre David Sylvian e o tecladista Ryuichi Sakamoto, em "Taking Islands In Africa"; sendo também o último disco que incluiria a participação da guitarra de Dean (que havia perdido bastante espaço na sonoridade do grupo). O guitarrista deixou a banda pouco antes da turnê Visions of China, em 1981, resultante da crescente ênfase no uso de sintetizadores. Dean chegou ainda a desenvolver certa atividade como músico. Posteriormente foi estudar e desenhar pássaros na Guatemala, Costa Rica e Panamá, tornando se ornitólogo. O grupo chamou então David Rhodes para tocar guitarra na turnê de 1981 e mais tarde recrutou Masami Tsuchiya (do grupo japonês Ippu-Do) para tocar guitarra em sua última turnê, de 1982.
Novembro de 1981 viu o lançamento do último álbum de estúdio do Japan, Tin Drum,[carece de fontes?] amplamente elogiado como obra-prima da banda. Desta vez foram eles e Steve Nye quem produziu o disco. O LP chegou a 12º posto nas paradas do Reino Unido e produziu o improvável "top 5" single, "Ghosts". Este foi o maior sucesso de toda sua carreira. O restante das músicas, desde o funk branco de "The Art of Parties" ao som épico de "Visions of China", fez Tin Drum ficar como um dos álbuns mais completamente sólidos da década de 1980; embora, com Mao Tsé-Tung na capa e músicas como "Canton", "Visions of China" e "Cantonese Boy", faça os fãs se perguntarem por quê uma banda chamada Japan fez músicas sobre a China.
Aproveitando a onda de sucesso súbita de Tin Drum, a banda embarcou em duas grandes turnês, Visions of China, em 1981, e Sons of Pioneers, em 1982. Esta última produziu o filme Oil on Canvas, filmado no Hammersmith Odeon de Londres, bem como um LP duplo, ao vivo, com o mesmo nome. Por este período, a Ariola-Hansa, para desgosto da banda, aproveitou a oportunidade para relançar o catálogo do Japan. Anos após seu lançamento, faixas como "I Second That Emotion", "Quiet Life" e "European Son" (que anteriormente era apenas lado B de singles) conseguiram subir nas paradas.

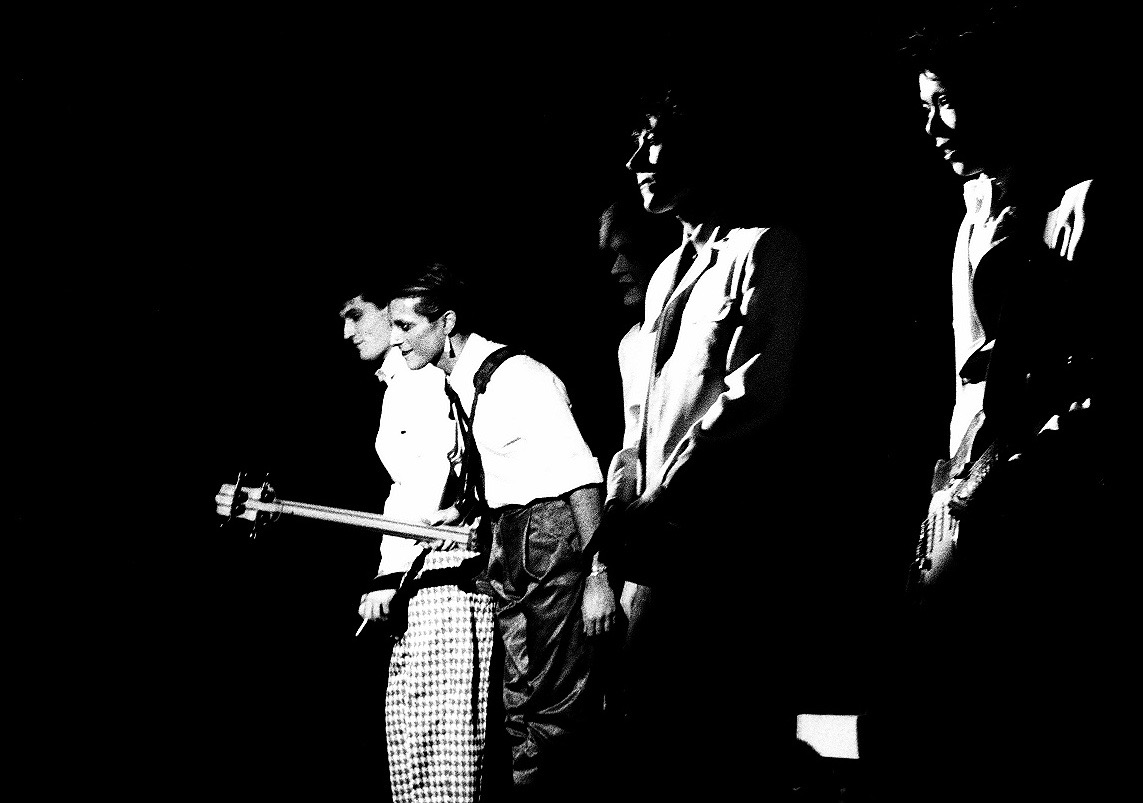
A banda em Londres, 1982. Da esq. para a dir.: Steve Jansen, Mick Karn, David Sylvian, Richard Barbieri e Masami Tsuchiya

Apesar de seu histórico sucesso no momento e turnês, a banda, depois de muita especulação da imprensa, decidiu chamar os repórteres após a Sons of Pioneers tour. Diferenças antigas entre Karn e Sylvian são citadas como a causa para a dissolução, o que provavelmente veio à tona quando a namorada de Karn, Yuka Fujii, o deixou por Sylvian. Fujii tinha sido, anteriormente, uma colaboradora frequente com o Japan, proporcionando obras de arte para capas de discos e até mesmo cantando backing vocals em Tin Drum. Segundo a assessoria da gravadora, o Japan esteve junto até sua dissolução, realizando seu último concerto em 16 de dezembro de 1982 em Nagoia e lançando o álbum ao vivo Oil on Canvas por despedida, em 1983.
A publicação de 2005, 1001 Albums You Must Hear Before You Die, inclui Quiet Life do Japan em sua listagem. Depois, o livro 1001 Songs You Must Hear Before You Die inclui a música "Ghosts" em sua lista.

### 1982-1991: Intervalo
No intervalo entre a dissolução do Japan e o ano de 1991, David Sylvian, inicialmente, fez parceria com Ryuichi Sakamoto (no single "Bamboo Houses" / "Bamboo Music"), em 1982; participa na mesma parceria com a música "Forbidden Colours", em 1983 (da trilha sonora de Merry Christmas, Mr. Lawrence), e lança seis álbuns de estúdio (três deles absolutamente experimentais, dois em parceria com Holger Czukay - da banda alemã Can) com seu irmão, Steve Jansen, na bateria. O baixista Mick Karn inicia com um single inspirado numa música do cantor brasileiro Roberto Carlos, lança dois discos de estúdio e participa de parcerias com Midge Ure do Ultravox (no single "After a Fashion") e Peter Murphy do Bauhaus (na banda Dalis Car); também tocando em uma música do EP Chimera de Bill Nelson e lançando o single da música "Buoy" (com Sylvian nos vocais e Jansen),[carece de fontes?] além de tocar em discos de Gary Numan, Kate Bush e Joan Armatrading. Steve Jansen lança parcerias com o músico japonês Yukihiro Takahashi ("Stay Close") e faz uma parceria com Richard Barbieri, montando a banda The Dolphin Brothers e lançando o disco Catch the Fall em 1987.[carece de fontes?]

### 1991: Rain Tree Crow (reunião 1989-1990)
No final dos anos 80 e início dos anos 90 e após nove anos de dissolução a banda (menos Rob Dean) retorna para um único disco, reunidos sob o nome de Rain Tree Crow, por insistência de Sylvian, entre setembro de 1989 e abril de 1990. O álbum resultante é essencialmente improvisado, sem ensaios. Esta abordagem foi um elemento integrante de todo o projeto e, em muitos aspectos, era a razão para a colaboração; um conceito de performances de improviso que representou um nítido contraste com as formas pelas quais o grupo Japan tinha inicialmente trabalhado. Os primeiros estúdios utilizados ficavam em Miraval, no sul da França, e a ideia é que todos compusessem material e tocassem com as fitas de gravação rodando o dia todo. O projeto foi inicialmente concebido como uma longa sequência de seis álbuns mas, com a insistência de Sylvian para que o nome do Japan não pudesse ser usado no conjunto, a Virgin se recusou a colocar mais dinheiro a menos que este nome pudesse ser usado. O impasse resultante foi resolvido por decisão de Sylvian, que financiou pessoalmente a mixagem do álbum, que saiu em 1991.[carece de fontes?] No entanto o grupo já não se interessava mais pela reunião.

### 1996: Tributo
Em 1996 é lançado um tributo ao Japan, intitulado A Tribute To Japan: Life In Tokyo, apenas pela BMG japonesa.[carece de fontes?]

### 2011: Morte de Mick Karn
Em 4 de janeiro de 2011, o baixista da banda, Mick Karn, falece em decorrência de um câncer. Em 2009 ele lançou sua autobiografia, Japan & Self Existence (388 páginas / ASIN: B004G6Y4YC).

## Discografia

### Álbuns de estúdio
- Adolescent Sex (1978) - Ariola-Hansa
- Obscure Alternatives (1978) - Ariola-Hansa
- Quiet Life (1979) - Ariola-Hansa
- Gentlemen Take Polaroids (1980) - Virgin (Caroline)
- Tin Drum (1981) - Virgin (Caroline)
- Rain Tree Crow (1991) - Virgin (Caroline)

### Ao vivo
- Live In Japan (1980) - Ariola-Hansa (EP com quatro músicas, 45 rpm)[carece de fontes?]
- Oil on Canvas (1983) - Virgin (Caroline)

### Coletâneas
- Assemblage (1981) - Ariola-Hansa
- Japan (1982) - Epic
- Exorcising Ghosts (1984) - Virgin (Caroline)
- Souvenir from Japan (1989) - BMG
- The Other Side of Japan (1991) - Receiver Records
- In Vogue (1996) - Camden
- The Singles (1996) - BMG
- The Very Best of Japan (2006) - EMI
- The Collection (2009) - Sony BMG/Camden

### Tributo
- A Tribute To Japan: Life In Tokyo (1996) - BMG